# Азизова, Урие Якубовна
Урие Якубовна Азизова (1908—1982) — советский учёный-ботаник.

## Биография
Азизова Урие Якубовна родилась в Симферополе 13 апреля 1908 года.
В 1925 году поступила в Крымский Педагогический Институт им. Фрунзе. Окончила институт 1930 году. Работала в Никитском ботаническом саду (Крым).
В 1938 году переехала в Москву. Работала во Всесоюзном институте ароматических и лекарственных растений. До начала воины работала над диссертации по теме «Биохимия сумаха и скумпии».
С началом войны начала работать в Московском Ботаническом саду, в должности младшего научного сотрудника.
После окончания войны работала в химической промышленности и наукой не занималась.

## Научная деятельность
Работала над сбором материалов по лекарственным растениям Крыма. Участвовала в экспедициях по горному Крыму.
Итоги научных исследований Азизовой освещены в двух её трудах: «Материалы к изучению народных лекарственных растений Крыма» и «Биохимия сумаха и скумпии».
Книга «Материалы к изучению народных лекарственных растений Крыма» издана в 1940 году с Москве. Представляет собой итоги работы по изучению народной медицины Крыма, проводимой по заданию ВИЛАРа с 1935 по 1938 год Крымской зональной станцией. Основная задача работы — обогащение союзной фармакопеи новыми формами лекарственных средств, особо ценными по своим лечебным свойствам или заменяющими дорогостоящие препараты. Были собраны сведения о растениях, применяемых в народной медицине при желудочно-кишечных, кожных, глазных заболеваниях; при ревматизме, туберкулезе, перемежающейся лихорадке; при болезнях матки, почек, уха, горла и прочих заболеваниях.
Сведения собирались путем опроса населения. Для этой цели были осуществлены выезды и экскурсии в Севастопольский, Балаклавский, Симферопольский, Бахчисарайский, Евпаторийский, Сакский, Джанкойский, Ишуньский, Карасубазарский (Белогорский), Сейтлерский (Нижнегорский), Ялтинский и Алуштинский районы Крыма. Информация о данной экспедиции освещается в отчетах сектора ботаники Крымской зональной станции ВИЛАРа. По итогам экспедиции были собраны сведения о 127 видах растений, объединённых в группы по болезням, при которых они применяются. В книге дается краткое описание растений и применения каждого из них.
По протоколам заседаний и отчетам 1937—1939 годов Крымской зональной станции ВИЛАРа, организованной в мае 1935 года, Урие Азизова занимала должность заведующего сектором ботаники и занималась исследованиями в области интродукции лекарственных растений (то есть введение, привлечение видов или сортов растений в места, области, где они раньше не встречались). Так же Азизова также принимала участие в исследовании по теме «Динамика накопления таннина и галловой кислоты по срокам уборки» — по сумаху и скумпии. Работы в этом направлении проводились в Никитском ботаническом саду им. Молотова.